# Gabe Vasquez
Gabriel Vasquez, né le 3 août 1984 à El Paso, est un homme politique américain. Membre du Parti démocrate, il est représentant des États-Unis pour le 2e district du Nouveau-Mexique. Il est précédemment membre du conseil municipal de Las Cruces,.

## Jeunesse et éducation
Vasquez nait à El Paso et grandit à Ciudad Juárez, ville voisine située au Mexique,. Il obtient un baccalauréat en anglais et en journalisme à l'université d'État du Nouveau-Mexique en 2008.

## Carrière
En tant qu'étudiant, Vasquez est le rédacteur en chef de The Round Up (en), le journal étudiant de l'université. Entre 2008 et 2011, il est rédacteur couvrant le sujet de l'économique pour le Las Cruces Bulletin (en). En 2011, il est directeur exécutif de la Chambre de commerce hispanique de Las Cruces. De 2013 à 2015, il travaille pour le sénateur Martin Heinrich.
Entre 2015 et 2016, Vasquez est vice-président des communications pour First Focus, une organisation de plaidoyer basée à Washington. Par la suite, il est directeur des relations communautaires pour la New Mexico Wildlife Federation. Entre 2018 et 2019, il est directeur adjoint du chapitre du Nouveau-Mexique de la Wilderness Society (en). Ensuite, il travaille comme directeur adjoint de la Western Conservation Foundation. De 2017 à 2021, il est membre du conseil municipal de Las Cruces,.

## Chambre des représentants des États-Unis
Vasquez est le candidat démocrate pour le 2e district congressionnel du Nouveau-Mexique lors des élections de novembre 2022,. Le 8 novembre 2022, il remporte l'élection avec une marge d'environ 1 300 voix devant la républicaine sortante Yvette Herrell. Cette victoire est la première élection tenue sous les nouvelles délimitations du district issues du recensement de 2020. Ce redécoupage rend le district auparavant à tendance républicaine plus compétitif.
Pendant la campagne, Vasquez supprime des tweets attaquant l'industrie pétrolière et gazière, rationalisant les émeutes qui ont suivi le meurtre de George Floyd et comparant l'administration Trump au Ku Klux Klan.
Candidat à un second mandat, il est une nouvelle fois opposé à Yvette Herrell et est réélu le 5 novembre 2024 en obtenant 52,1 % des voix.

### Mandat

#### Adhésion aux caucus
- New Democrat Coalition [15]
- Congressional Hispanic Caucus (en)
- Bipartisan Southwest Caucus[16] (cofondateur et coprésident)

### Comités
- Commission des forces armées de la Chambre des représentants des États-Unis
- Commission de l'agriculture de la Chambre des représentants (en)

### Positions politiques

#### COVID-19
Le 31 janvier 2023, Vasquez vote contre l'annulation des règles concernant l'obligation pour les travailleurs de la santé de se faire vacciner,.
Le 1er février 2023, Vasquez vote contre une résolution visant à mettre fin à l'urgence nationale concernant la pandémie de Covid-19,.